# Puppy (ゆいかおりのアルバム)
『Puppy』（パピー）は、ゆいかおりのオリジナルアルバム。2011年9月21日にキングレコードから発売された。

## 概要
スターチャイルド在籍時代にリリースされた1stシングル「Our Steady Boy」から4thシングル「Shooting☆Smile」までの4作品と5曲の新曲に加え、テレビアニメ「VS騎士ラムネ&40炎」のオープニングテーマ「未来形アイドル」のカバーと小倉と石原のソロ曲を加えた計12曲が収録されている。初回限定盤には、リード曲「PUPPY LOVE!!」のPVと「踊ってみて!」動画のフルバージョンを収さめたDVDが収められている。ちなみに初回限定盤・通常盤共通の特典として小倉、石原、若しくはゆいかおりから電話がかかってくる“ゆいかおりと電話-together-”の応募券が封入されている。
タイトルの「Puppy」は、英語で子犬の事で、彼女ら2人がいつも仲良くじゃれている事に由来する。2曲目の「PUPPY LOVE!!」は、初恋した少女の心情が表現されている。
2013年10月23日に2ndアルバム『Bunny』と同時に、映像内容を一新し“SPECIAL EDITION”として発売された。

## 収録曲
CD
1. 恋のオーバーテイク [4:40]
作詞・作曲：俊龍、編曲：Sizuk
  - インディーズデビュー曲
2. PUPPY LOVE!! [4:02]
作詞・作曲・編曲：前山田健一
  - ニコニコ生放送「電波研究社」2011年9月度エンディングテーマ
3. 未来形アイドル[注 1] [3:43]
作詞：原山佳奈子、作曲：名古屋司、編曲：Kohei by SIMONSAYZ
  - TVアニメ「VS騎士ラムネ&40炎」オープニングテーマのカバー曲
4. VIVIVID PARTY! [4:21]
作詞：あきよしふみえ、作曲・編曲：宮崎誠
  - 2ndシングル
5. キュッ!キュッ!CURIOSITY!! [4:05]
作詞・作曲・編曲：前山田健一
  - 小倉唯ソロ曲
6. Magic starter [4:04]
作詞：只野菜摘、作曲：俊龍、編曲：Gravity musik
  - 石原夏織ソロ曲
7. ふたり [4:05]
作詞：大森祥子、作曲・編曲：高橋菜々
  - 2ndシングル
  - TVアニメ「kiss×sis」最終回エンディングテーマ
8. 駆け抜けてBlue [4:05]
作詞：こだまさおり、作曲：俊龍、編曲：Gravity musik
  - 文化放送「ゆいかおりの実♪デジタル」主題歌
9. HEARTBEATが止まらないっ! [4:03]
作詞：前山田健一、作曲：俊龍、編曲：Sizuk
  - 3rdシングル
  - ニコニコ生放送「電波研究社」11月度エンディングテーマ
10. Shooting☆Smile [3:52]
作詞：前山田健一、作曲：俊龍、編曲：Sizuk
  - 4thシングル
  - オンラインゲーム『トイ・ウォーズ』オープニングテーマ
11. クリスタルの誓い [4:06]
作詞：こだまさおり、作曲・編曲：宮崎誠
  - PS3「超次元ゲイム ネプテューヌmk2」イメージソング
12. Our Steady Boy [3:59]
作詞：大森祥子、作曲・編曲：植木瑞基 in 俊龍
  - メジャー1stシングル
  - TVアニメ「kiss×sis」エンディングテーマ

DVD（初回限定盤）
1. PUPPY LOVE!!（MUSIC CLIP）
2. 「踊ってみて!動画」（full ver.）5本
（Our Steady Boy／VIVIVID PARTY!／HEARTBEATが止まらないっ!／Shooting☆Smile／PUPPY LOVE!!）

Blu-ray Disc（SPECIAL EDITION）
1. PUPPY LOVE!! (MUSIC VIDEO)
2. Our Steady Boy (MUSIC VIDEO)
3. VIVIVID PARTY! (MUSIC VIDEO)
4. HEARTBEATが止まらないっ! (MUSIC VIDEO)
5. Shooting☆Smile (MUSIC VIDEO)